# Corrida da Solidariedade e dos Campeões Olímpicos
A Corrida da Solidariedade e dos Campeões Olímpicos (oficialmente: Course de Solidarnosc et des Champions Olympiques; em polaco: Wyścig Solidarności i Olimpijczyków) é uma corrida ciclista profissional por etapas que se disputa na Polónia.
Começou-se a disputar em 1990 com o nome de Corrida da Solidariedade sendo uma corrida amador até que em 1996 deu o salto à categoria profissional, subindo progressivamente da categoria 2.5 à 2.3. Em 2004 mudou ao nome actual. Desde a criação dos Circuitos Continentais da UCI em 2005 faz parte do UCI Europe Tour na categoria 2.1, não se permitindo equipas amador, apesar disso muitos dos corredores participantes são não profissionais enquadrados em selecções ou combinados nacionais.

## Palmarés
Em amarelo: edição amador.
| Ano                                               | Ganhador              | Segundo            | Terceiro          |
| ------------------------------------------------- | --------------------- | ------------------ | ----------------- |
| Corrida da Solidariedade Olímpica                 |                       |                    |                   |
| 1990                                              | Czesław Rajch         | Jerzy Sikora       | Zbigniew Rudyk    |
| 1991                                              | Tomasz Brożyna        | Dariusz Baranowski | Kestutis Stakenas |
| 1992                                              | Evgueni Berzin        | Dariusz Baranowski | Marek Lheśniewski |
| 1993                                              | Dariusz Baranowski    | Piotr Wadecki      | Tomasz Brożyna    |
| 1994                                              | Raimondas Rumsas      | Dariusz Baranowski | Steffen Blochwitz |
| 1995                                              | Artur Krasinski       | Marek Wrona        | Jacek Bodyk       |
| 1996                                              | Tomasz Brożyna        | Marty Jemison      | Raimondas Rumsas  |
| 1997                                              | Piotr Wadecki         | Ludovic Auger      | Artur Krasinski   |
| 1998                                              | Tomasz Brożyna        | Romāns Vainšteins  | Gorazd Stangelj   |
| 1999                                              | Tomasz Brożyna        | Wojciech Pawlak    | Jörg Ludewig      |
| 2000                                              | Remigius Lupeikis     | Piotr Chmielewski  | Artur Krzeszowiec |
| 2001                                              | Ondřej Sosenka        | Thomas Liese       | Piotr Przydział   |
| 2002                                              | Radosław Romanik      | Zbigniew Piątek    | Slawomir Kohut    |
| 2003                                              | Oleg Joukov           | Slawomir Kohut     | Olexandr Klymenko |
| 2004                                              | Bogdan Bondariew      | Slawomir Kohut     | Peter Mazur       |
| Corrida da Solidariedade e dos Campeões Olímpicos |                       |                    |                   |
| 2005                                              | Piotr Wadecki         | Maurizio Varini    | František Raboň   |
| 2006                                              | Robert Radosz         | Marcin Sapa        | Łukasz Bodnar     |
| 2007                                              | Łukasz Bodnar         | Błażej Janiaczyk   | Gregor Gazvoda    |
| 2008                                              | Łukasz Bodnar         | Denys Kostyuk      | Błażej Janiaczyk  |
| 2009                                              | Artur Krol            | Andriy Grivko      | Radosław Romanik  |
| 2010                                              | Jacek Morajko         | Pasquale Muto      | Stefan Schäfer    |
| 2011                                              | Marcin Sapa           | Oleksandr Sheydyk  | Roman Broniš      |
| 2012                                              | Mariusz Witecki       | Bartosz Huzarski   | Adam Pierzga      |
| 2013                                              | Vitaliy Popkov        | Jiri Hudecek       | Stefan Schäfer    |
| 2014                                              | Kamil Zieliński       | Mirko Tedeschi     | Davide Ballerini  |
| 2015                                              | Johim Ariesen         | Paweł Franczak     | Vitaliy Buts      |
| 2016                                              | Yauhen Sobal          | Tymur Maleev       | Jasper Hamelink   |
| 2017                                              | Mateusz Komar         | Paweł Cieślik      | Adam Stachowiak   |
| 2018                                              | Sylwester Janiszewski | Maciej Paterski    | Aaron Van Poucke  |
| 2019                                              | Norman Vahtra         | Patryk Stosz       | Jason van Dalen   |

## Palmarés por países
| País          | Vitórias |
| ------------- | -------- |
| Polónia       | 20       |
| Lituânia      | 2        |
| Rússia        | 2        |
| Ucrânia       | 2        |
| Chéquia       | 1        |
| Países Baixos | 1        |
| Bielorrússia  | 1        |
| Estónia       | 1        |